# Goidhoo (Goidhoo-Atoll)
Goidhoo ist eine Insel im Osten des gleichnamigen  Goidhoo-Atolls im Inselstaat Malediven in der Lakkadivensee (Indischer Ozean).

## Geographie
2014 hatte die Insel mit einer Fläche von etwa 160 Hektar 507 Einwohner.

## Verwaltung
Goidhoo ist die Hauptinsel des Goidhoo-Atolls, welches mit dem nördlich angrenzenden Süd-Maalhosmadulu-Atoll und dem 50 km nördlich liegenden Fasdhūtherē-Atoll das maledivische Verwaltungsatoll Maalhosmadulu Dhekunuburi mit der Thaana-Kurzbezeichnung ބ (Baa) bildet.